# Steven Perry
Steven Perry (7 luglio 1952) è un attore statunitense, primo attore bambino afro-americano cui siano affidati ruoli drammatici non-stereotipati al cinema e alla televisione americani tra gli anni Cinquanta e gli anni Sessanta.

## Biografia
Steven Perry nasce negli Stati Uniti nel 1952.
Per lungo tempo, a causa dei pregiudizi e della segregazione razziale, agli attori e attrici afroamericani il cinema di Hollywood offriva solo ruoli fortemente stereotipati. Questo valeva anche per gli attori bambini, impiegati esclusivamente come servetti o in intermezzi comici. Solo nel contesto molto particolare della serie delle Simpatiche canaglie, tra il 1922 e il 1944, alcuni attori bambini afroamericani (Ernest Morrison, Eugene Jackson, Allen Hoskins, Matthew Beard e Billie Thomas) erano potuti emergere almeno con dignità di coprotagonisti.
Nel nuovo clima seguito alla fine della seconda guerra mondiale la comunità afroamericana comincia a ribellarsi apertamente contro tale visione stereotipata. Il primo film della Disney a coinvolgere un attore bambino afroamericano (il piccolo Glenn Leedy in Song of the South, 1946) è oggetto di aspre polemiche per voler promuovere un'immagine edulcorata e paternalistica delle relazioni interrazziali. Nel 1948 il regista Sidney Meyers mostra che una strada diversa è possibile, chiamando un attore bambino non-professionista, Donald Thompson, ad interpretare il ruolo drammatico di un bambino di Harlem in The Quiet One, un film-documentario di ispirazione neo-realista. A Broadway si afferma il talento drammatico di Philip Hepburn, protagonista quindi del film Bright Road (1953) con Dorothy Dandridge e Harry Belafonte, nella parte di un giovane studente in una scuola segregata dell'Alabama. Lentamente tra gli anni Cinquanta e i primi anni Sessanta, sulla spinta delle lotte per i diritti civili, la situazione comincia a cambiare, grazie all'impegno di alcuni registi e produttori coraggiosi e al talento e successo di Sidney Poitier, che nel 1964 diverrà il primo attore afroamericano a ricevere l'Oscar al miglior attore. Ma ancora nessuna altra parte di rilievo si offre ad attori bambini afroamericani fino a quando nel 1958 ad un giovanissimo Billy Preston, già talentuoso musicista, si affida il ruolo del piccolo W.C. Handy nel film biografico St. Louis Blues.
Steven Perry (variamente accreditato anche come Steve, Stevie, o Stephen) è il primo attore bambino afroamericano professionista chiamato a ricoprire con continuità ruoli seri, drammatici, a cominciare dalla parte di un piccolo orfano di guerra nel teledramma Auf Wiedersehen al fianco di Sammy Davis Jr., trasmesso il 5 ottobre 1958. Ancora alla televisione americana, l'8 aprile 1960, Perry è coprotagonista con Ivan Dixon di un episodio (Il desiderio dei desideri) della serie Ai confini della realtà. È il primo episodio della serie, e in assoluto uno dei primi programma televisivi americani, con protagonisti afroamericani. Per questa produzione, l'autore e direttore della serie Rod Serling riceve nel 1961 l'Unity Award for Outstanding Contributions to Better Race Relations.
Negli stessi anni Perry lavora attivamente anche al cinema. Data buona prova di sé in ruoli di comprimario in alcune importanti produzioni cinematografiche, a Perry fu affidata la parte del figlio di Sidney Poitier nel celebre film Un grappolo di sole (A Raisin in the Sun, 1961), uno dei primi film di Hollywood ad affrontare apertamente le problematiche del pregiudizio razziale che un'ordinaria famiglia afroamericana si trovava quotidianamente ad affrontare. Il ruolo era stato lanciato con grande successo in teatro a Broadway nel 1959-60 da un altro attore bambino afroamericano Glynn Turman sempre al fianco di Sidney Poitier, ma Turman era ora troppo grande per riprendere la parte nella versione cinematografica. Vista la sua esperienza in ruoli drammatici, Perry apparve la scelta naturale per sostituirlo. Del cast faceva parte anche Ivan Dixon, ad un anno dalla loro collaborazione televisiva in Ai confini della realtà.
Perry torna attivo nel 1965-66 partecipando come ospite alla televisione in The Merv Griffin Show e in alcune altre serie televisive.
La strada aperta da Perry sarà seguita con successo dalla fine degli anni Sessanta da altri attori bambini afroamericani come Marc Copage, George Spell, Kevin Hooks, Laurence Fishburne e Erin Blunt. La carriera di Perry come giovane attore però non decolla. A piccole parti nel film Ragazzo la tua pelle scotta (1969) e in alcuni telefilm, segue una pausa di una decina di anni, prima di ritrovarlo ancora occasionalmente alla televisione con piccoli ruoli di poliziotto in serie come Magnum, P.I. (1983-1987) e Due come noi (Jake and the Fatman, 1989-90).
Alla fine degli anni Novanta Perry si ritira definitivamente dalle scene, dedicandosi alla gestione di un ristorante di sua proprietà in California.

## Filmografia

### Cinema
- L'urlo e la furia (The Sound and the Fury), regia di Martin Ritt (1959)
- Imputazione omicidio (The Man in the Net), regia di Michael Curtiz (1959)
- Asfalto selvaggio (This Rebel Breed), regia di Richard L. Bare e William Rowland (1960)
- Un grappolo di sole (A Raisin in the Sun), regia di Daniel Petrie (1961)
- Ragazzo la tua pelle scotta (The Learning Tree), regia di Gordon Parks (1969)

### Televisione
- Auf Wiedersehen, episodio della serie TV General Electric Theater (1958)
- Ai confini della realtà (The Twilight Zone) - serie TV, episodio 1x27 (1960)
- Lethal Weapons, episodio della serie TV The Law and Mr. Jones (1961)
- A Marriage of Convenience, episodio della serie TV Dr. Kildare (1965)
- The Merv Griffin Show, serie TV (1965-66) - 6 episodi
- On the Flip Side, episodio della serie TV ABC Stage 67 (1966)
- Keep the Faith, Baby, episodio della serie TV Mod Squad, i ragazzi di Greer (1969)
- The Sanctuary, episodio della serie TV The F.B.I. (1969)
- How Many Candles?, episodio della serie TV Nanny and the Professor (1971)
- Magnum, P.I., serie TV (1983-87) - 3 episodi
- Parent Trap: Hawaiian Honeymoon, film TV, regia di Mollie Miller (1989)
- Jake and the Fatman, serie TV (1989-90) - 5 episodi
- 'Til Death Do Us Part, episodio della serie TV One West Waikiki (1994)
- Escape from Atlantis, film TV, regia di Strathford Hamilton (1997)